# Ботанический сад Андре Хеллера
Ботанический сад Андре Хеллера (итал. Giardino Botanico Fondazione André Heller), ранее, а в некоторых источниках и сейчас Ботанический сад Артуро Грушки (итал. Giardino Botanico Arturo Hruska) — ботанический сад в итальянском городе Гардоне-Ривьера в провинции Ломбардия.
В 1901 г. (по другим сведениям в 1903-м) видный австрийский стоматолог чешского происхождения, один из пионеров мировой пародонтологии Артур Грушка (нем. Arthur Hruska, в итальянском произношении Артуро Хруска; 1880—1971) приобрёл в Гардоне дом с участком земли и сразу же отметил особый климат этого района. Начиная с 1910 г. он высадил на своём участке площадью немногим более 1,5 гектаров ботанический сад, в котором были представлены более 500 видов растений со всех континентов и произрастающих в разном климате.
В 1988 г. сад был приобретён австрийским художником Андре Хеллером и в настоящее время принадлежит его фонду (итал. Fondazione André Heller). Благодаря Хеллеру на территории сада размещены работы ряда известных современных художников и скульпторов, в том числе Роя Лихтенштейна и Кейта Харинга.
В саду Хеллера произрастают магнолии, тибетские примулы, камыши всех размеров, ирисы и папоротники, включая осмунду королевскую. Здесь растет множество разновидностей суккулентов и субтропических растений. Множество водных растений плавают в небольших прудах с фонтанами и водопадами, типичными для японского ландшафта. Есть здесь и густой лес из бамбука. Высокогорные цветы растут среди камней, в расщелинах и небольших лощинах.
Сад открыт для посещения с марта по октябрь, с 9:00 до 19:00.